# Verset de la lumière

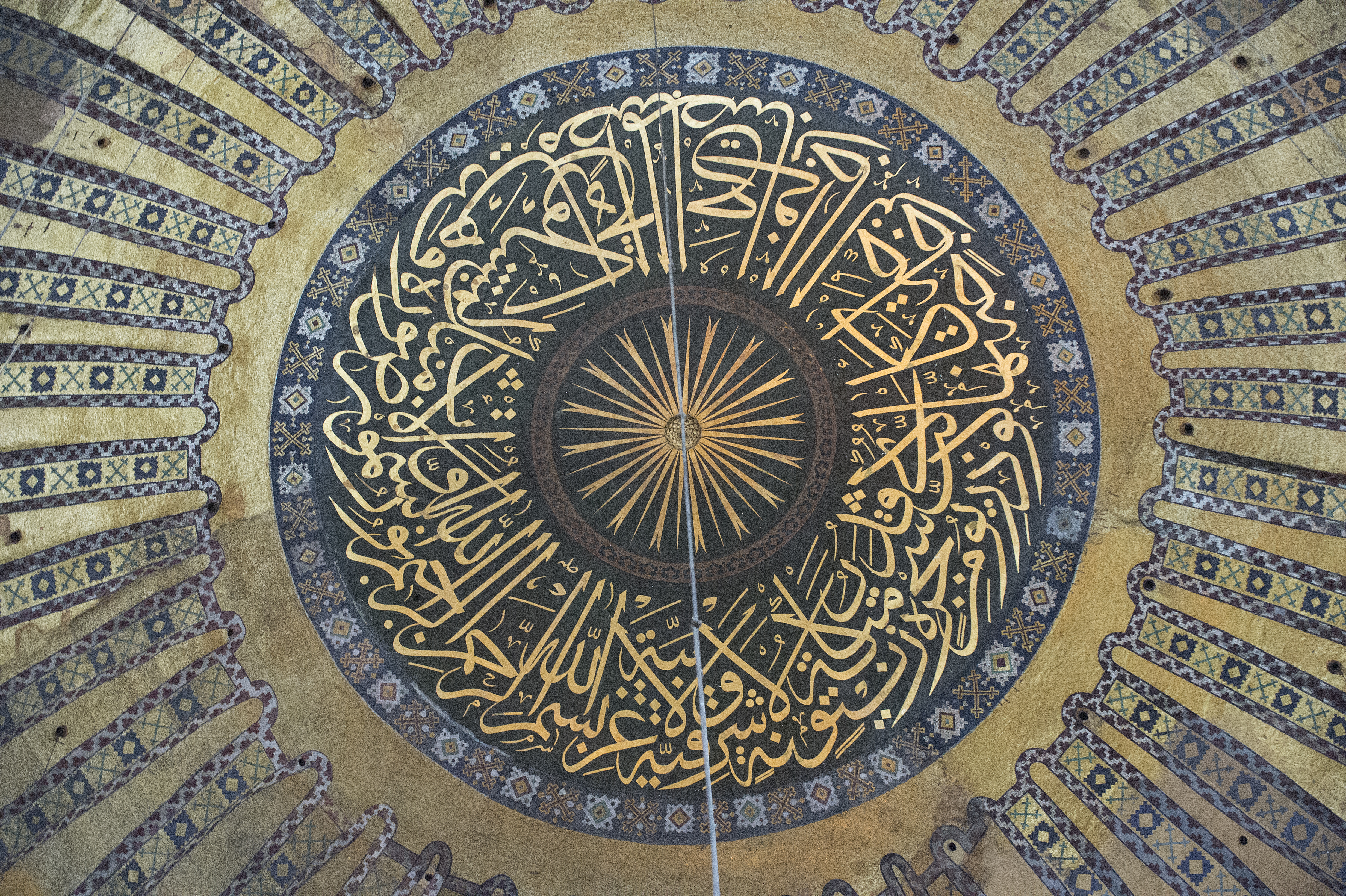
Le début du verset de la lumière est inscrit en calligraphie arabe au centre du dôme de Sainte-Sophie.

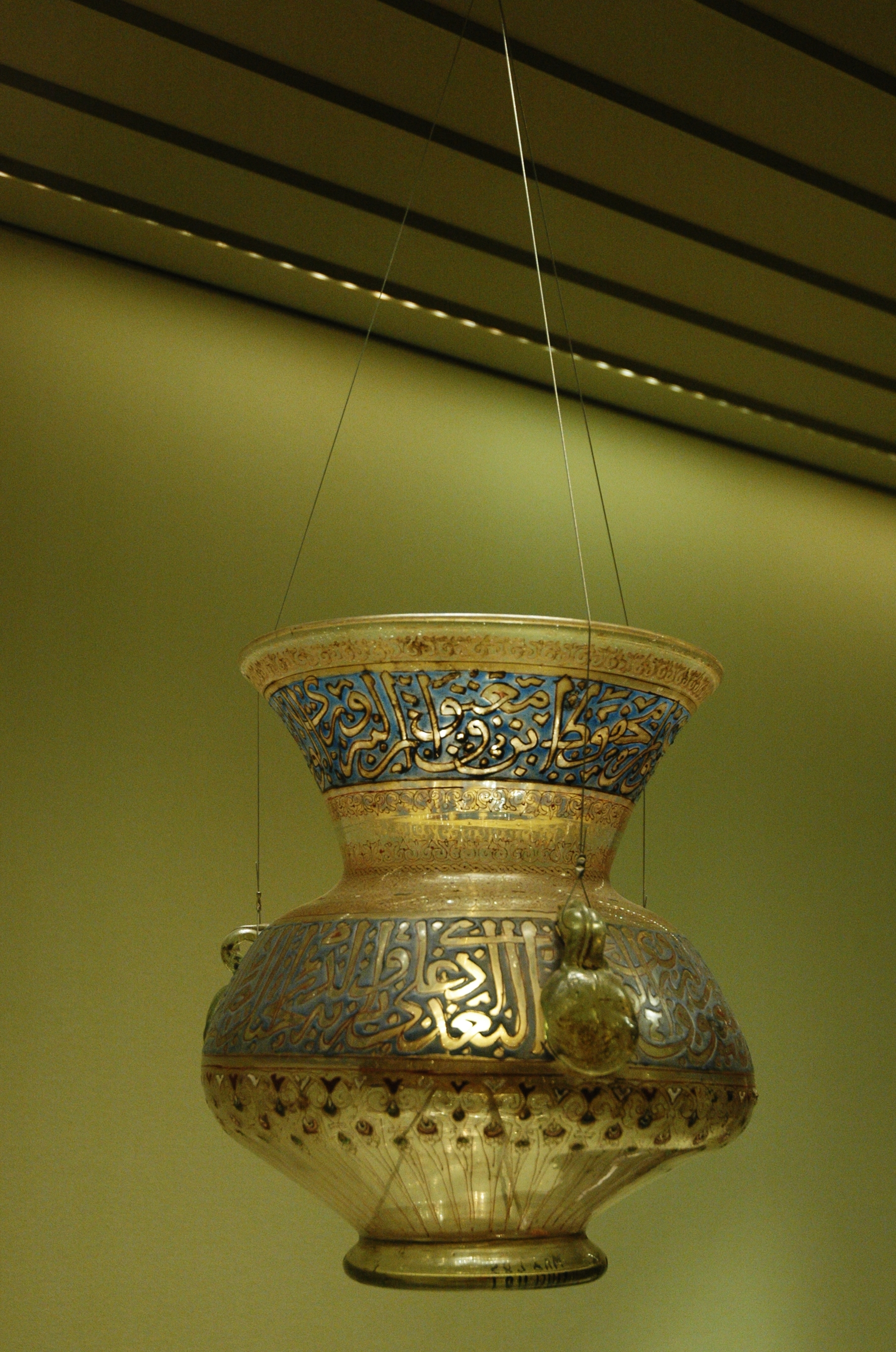
Le début du verset de la lumière orne le col d'une au nom du sultan mamelouk An-Nâsir Muhammad ben Qalâ'ûn, conservée au département des arts de l'Islam du musée du Louvre (OA 7880/66).

Le verset de la lumière (en arabe : آية النور, āyat an-nūr) est le 35e verset de la 24e sourate du Coran, à laquelle il a donné son nom de sourate An-Nur. Ce verset assimile Allah à la lumière. Connu pour son symbolisme, il se prête aux lectures mystiques ou ésotériques du Coran (en) (taʾwīl). Il était très couramment utilisé dans la décoration des lampes de mosquée (en).

## Texte
Le texte du verset est le suivant :

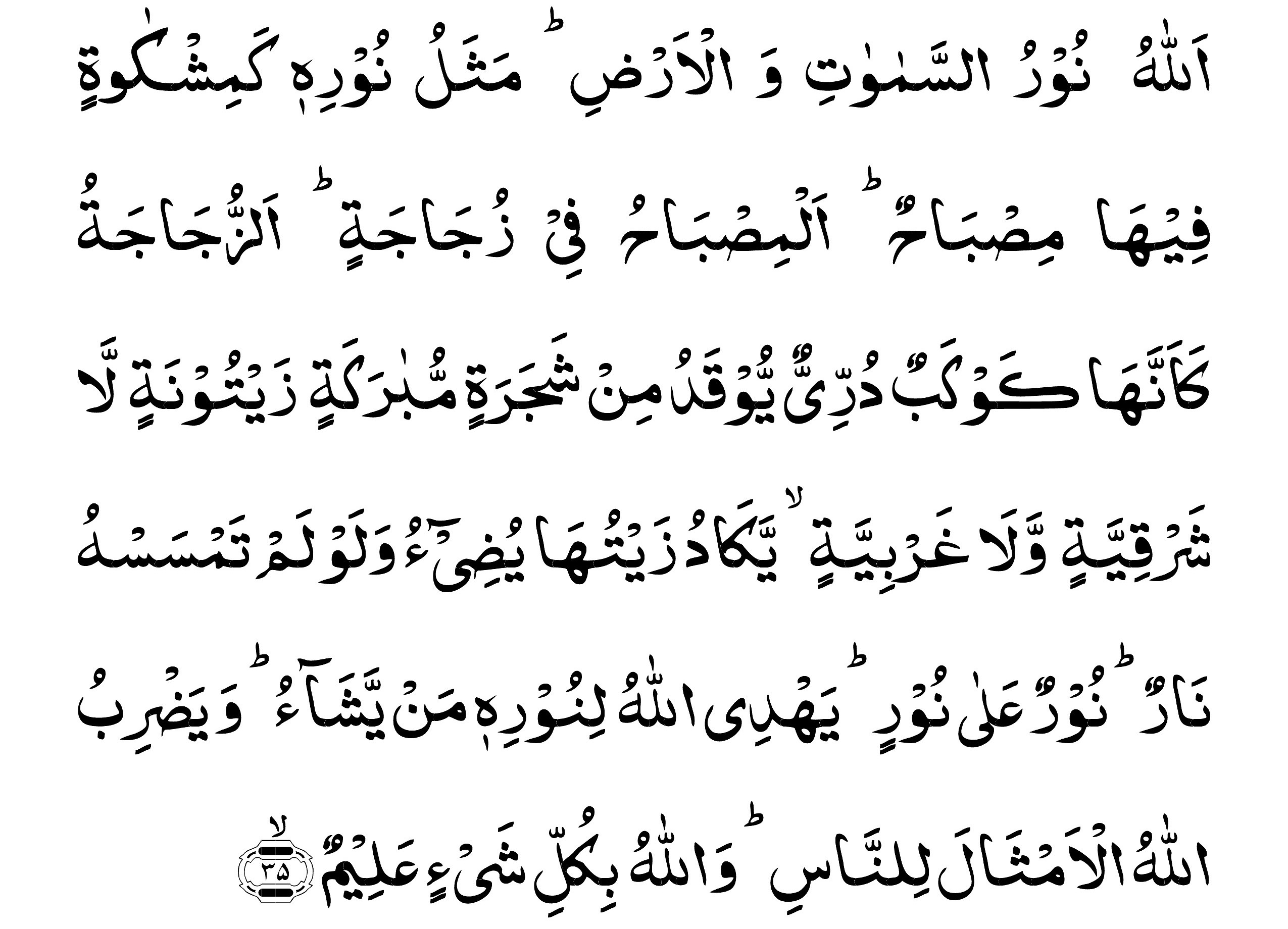
Le texte du verset.

Muhammad Hamidullah en donne la traduction suivante :

« Allah est la Lumière des cieux et de la terre. Sa lumière est semblable à une niche où se trouve une lampe. La lampe est dans un (récipient de) cristal et celui-ci ressemble à un astre de grand éclat ; son combustible vient d'un arbre béni : un olivier ni oriental ni occidental dont l'huile semble éclairer sans même que le feu la touche. Lumière sur lumière. Allah guide vers Sa lumière qui Il veut. Allah propose aux hommes des paraboles et Allah est Omniscient. »

## Historique et composition du texte
Ce verset se trouve dans la sourate 24 du Coran. Celle-ci est composite et plusieurs auteurs y observent des remaniements. Ainsi, les versets 34–45, plus poétiques, tranchent avec le contexte de la sourate et datent d'une autre période. Le verset 34 « inaugure une nouvelle section marquée par une rupture tant dans la forme que dans les thèmes abordés ». Ils forment, avec les versets suivants, une série d'images symboliques et de paraboles sur le thème de l'opposition entre la lumière et les ténèbres. Pour Böwering, cette sourate possède des traces de travail rédactionnel : « Leur apparition [à propos des versets 34–45 et 46–56] inattendue dans la sourate peut être due à une confusion éditoriale ou, ce que je suggère comme plus probable, peut être le résultat d'une insertion éditoriale express lors de la composition du texte et de la rédaction finale ». 
Le verset 35 est un verset prestigieux, largement connu pour ses interprétations mystiques. Il amalgame des symboles tant dans la poésie arabe que dans les traditions juive et chrétienne ou que dans les pratiques orientales de la prière chrétienne. Ainsi, l'image de la prière trouve des parallèles dans le Livre des Psaumes ou dans l'Évangile selon Jean. Pour Dye, ce verset et ceux qui l'encadrent peuvent être compris grâce à l'arrière-plan chrétien. La mention de l'olivier rappelle l'association dans le Livre de Zacharie de la lampe à deux oliviers, image reprise dans le Livre de l'Apocalypse. Grodzki associe la première phrase de ce verset à un autre passage du Livre de l'Apocalypse (Ap 21:23–24). Winitzer associe quant à lui ce verset au début du Livre d'Ézéchiel (Ez 1:26–27). Pour l'auteur, l'idée de la lampe associée à la divinité appartient aux conceptions proche-orientales. Cette idée se retrouve dans un texte évoquant Marduk/Bel.
Les versets 36–38 s'inscrivent dans la continuité de ce verset 35. Ils donnent des indications qui permettent, sans doute, de mieux comprendre le Sitz in Leben de ce passage. Comme cela est déjà connu dans la poésie préislamique, les moines allumaient des lampes pendant les vigiles nocturnes, lampes qui pouvaient guider les voyageurs. Les hommes qui célèbrent le nom de Dieu seraient donc des moines chrétiens. Cet arrière-plan non arabe et probablement chrétien est confirmé linguistiquement par la présence de termes originellement non-arabes dans ce verset et dans les passages parallèles.

## Exégèse
Parmi les exégètes du verset, on trouve :
- Al-Ghazali qui lui consacre l'ouvrage Le Tabernacle des lumières (ar)[7],
- Ibn Arabi dont l'ouvrage Les Illuminations de La Mecque contient plusieurs passages commentant le verset[8],
- Avicenne dans son Livre des directives et remarques (en) et dans une épître sur la prophétie,
- Tabari dans son Tafsir al-Tabari (en),
- Ibn al-Jawzi,
- Qazi Saïd Qommi[9].

Pour Khalfallah, ce verset a posé un certain nombre de problèmes théologiques. Ainsi, par exemple, « définir Allah comme lumière, avec toutes les connotations que le mot pourrait inviter, serait de L'associer à l'une de Ses propres créatures ». Certains exégètes ont développé l'idée d'une analogie pour expliquer ce verset. Pour Julie Bonnéric, si le christianisme associe déjà abondamment Dieu à la lumière, c'est toutefois à la lumière naturelle, tandis que dans ce verset, Dieu est symbolisé par la lumière d'une lampe, une lumière artificielle.
Des versets coraniques, comme le verset de la lumière, ont été utilisés par les défenseurs du soufisme afin de défendre leur point de vue. Pour Alexander Knysh, « en façonnant une cosmologie mystique et une métaphysique distinctives, les penseurs soufis ont utilisé le Coran pour de nouvelles utilisations créatives. Ainsi, le fameux « verset de la lumière » (Q. 24:35), qui dépeint Dieu comme une lumière sublime et insondable, est très propice aux élaborations mystiques sur le thème de la lumière et des ténèbres et de la lutte éternelle entre l'esprit et la matière. » Pour les exégètes soufis, le lien entre Dieu et la lumière se retrouve dans le verset 257 de la sourate 2.